# 히아데스 성단
히아데스(Hyades, 그리스어: Ὑάδες) 또는 콜드웰 41, 멜로테 25, 콜린더 50은 지구에서 매우 가까운 산개 성단이자 우리가 많은 것을 알고 있는 성단들 중 하나이다. 지구로부터 약 153 광년 (47 파섹) 떨어져 있으며 나이, 태어난 장소, 화학적 특성, 우주 공간에서의 운동 양태가 같은 별들 수백 개가 구체에 가까운 형태로 뭉쳐 있다. 지구 관측자의 시점으로 볼 때 히아데스 성단은 황소자리에 있는 것처럼 보이며, 이 자리에서 성단의 밝은 별들은 보다 밝은 알데바란과 함께 'V'자 모양을 그린다. 그러나 알데바란은 이 산개 성단의 구성원이 아니며 우연히 같은 시선 방향에 있어서 그렇게 보일 뿐이다.
히아데스에서 제일 밝은 다섯 개의 항성들은 중심핵에 있던 수소를 소진했으며 현재 거성으로 진화하고 있다. 이 다섯 별 중 넷에는 감마, 델타1, 엡실론, 세타의 바이어 명칭이 붙어 있으며 이들은 전통적으로 별자리에서 황소의 머리 부분으로 인식되어 왔다. 이들 중 다섯 번째 별인 황소자리 세타1은 맨눈으로 볼 때 더 밝은 세타2에 가까이 붙어 있는 것처럼 보인다. 아인(황소의 눈)으로 알려져 있는 황소자리 엡실론은 가스로 된 외계행성 후보를 하나 거느리고 있으며 이 행성은 산개성단에서 발견된 최초의 외계 행성이다.
히아데스 성단의 관측은 1990년대부터 본격화되었다. 성단의 나이는 6억 2500만 년이고 항성들이 가장 조밀하게 몰려 있는 성단의 중심부는 반지름이 8.8 광년 (2.7 파섹), 성단의 조석 반경(성단 구성원들이 주변 우리은하의 중력에 보다 강하게 영향을 받는 곳)은 33 광년 (10 파섹), 성단의 지름은 65 광년 정도이다. 그러나 이 성단은 운동성단이므로 성단 지름의 최댓값은 더욱 커진다. 히아데스의 구성원 중 대략 3분의 1은 조석 반경의 경계로부터 넉넉히 바깥쪽에 있는 '확장된 헤일로'에 있는 것으로 관측되었으며, 여기 있는 항성들은 성단의 중력적 영향으로부터 벗어나는 과정에 있는 것 같다. 태양 대비 히아데스 성단의 중원소 함량은 [Fe/H] = +0.14이다.
사실 이 성단은 게자리에 위치한 메시에 44, 즉 프레세페 성단이 생성될 때 같이 태어났다. 그러나 오랜 시간에 걸쳐 점차 분리되면서 떨어져 나가 두 개의 성단으로 독립한 것으로 추정된다. 히아데스 성단은 큰곰자리 운동성단과 더불어 태양계에서 매우 가까운 운동 성단 두 개 중 하나이다.

## 위치와 움직임

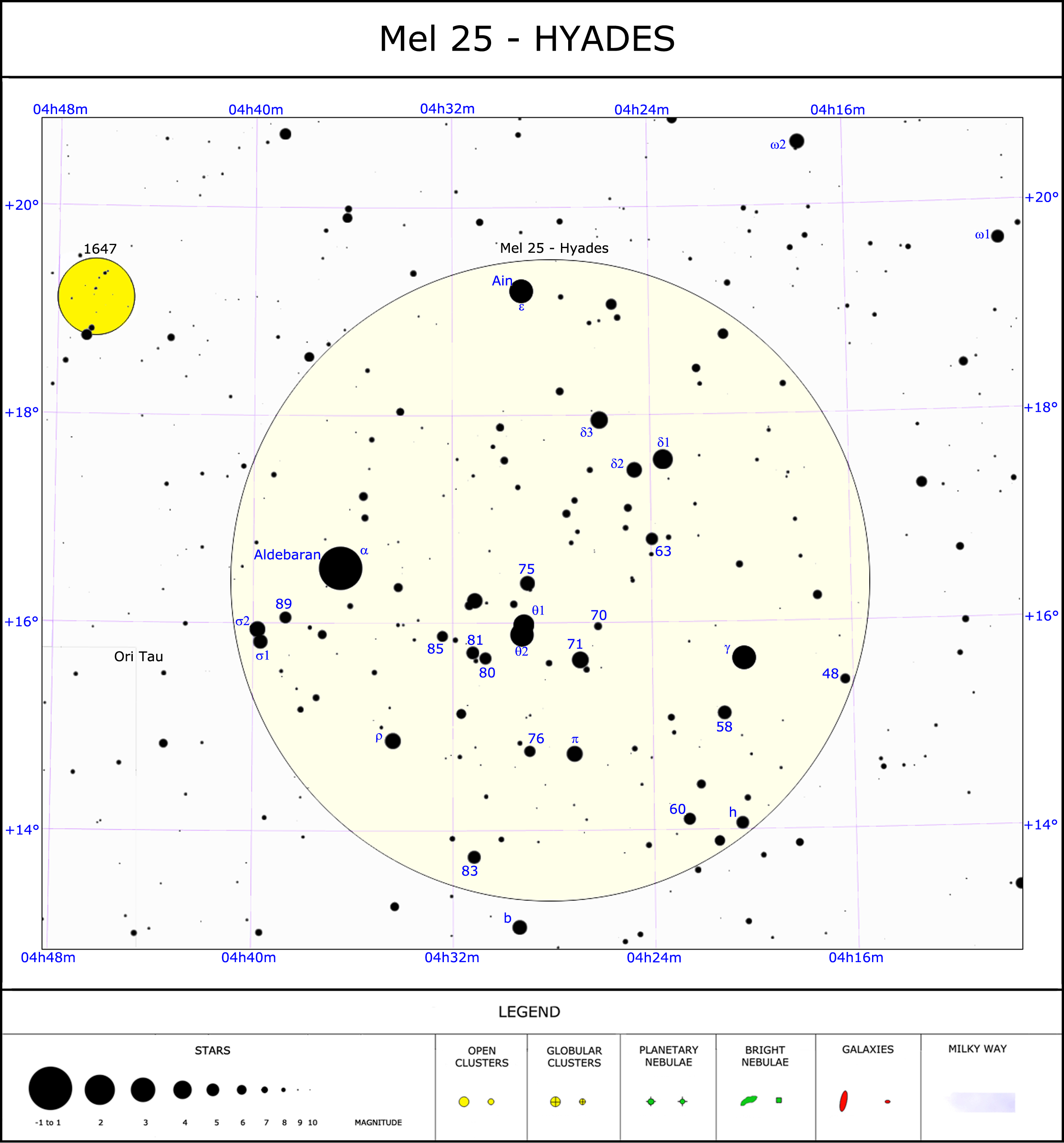
히아데스 성단의 항성 도표.

히아데스 성단은 태양에 충분히 가까워서 지구가 태양을 공전하면서 발생하는 성단 구성원들의 연주 시차를 관측하여 거릿값을 직접 계산할 수 있다. 이 값은 히파르코스 위성과 허블 우주망원경을 통해 매우 높은 정확도로 측정되었다. 거리를 계산하는 다른 방법으로 성단의 구성원들을 분광형에 따라 표준화 적외선 색등급도에 맞춘 다음 도출되는 자료로 항성 본연의 밝기를 이끌어내는 것이 있다. 이 자료를 지구에서 바라본 항성들의 밝기와 비교하면 항성까지의 거리를 추정할 수 있다. 앞의 두 방법 모두 성단 중심부까지의 거리 추정치는 153 광년 (47 파섹)으로 도출되었다.
히아데스의 항성들은 태양 및 태양계에 이웃한 여타 일반적인 별들보다 무거운 원소들이 풍부하여 성단 전체의 금속함량은 +0.14로 나온다. 히아데스 성단은 태양에서 가까운 다른 성군들과 연관성이 있다. 히아데스의 나이, 금속함량, 고유운동은 히아데스보다 더 크고 지구에서 더 멀리 있는 프레세페 성단과 매우 비슷하며 두 성단의 운동 궤적을 추적하면 우주 공간상 같은 영역으로 수렴하므로 둘은 같은 곳에서 태어났음을 짐작할 수 있다. 또다른 성군으로는 히아데스 성단과 유사한 고유운동을 공유하는, 흩어진 항성들의 거대한 집합인 히아데스 성류를 들 수 있다. 최근 연구에 따르면 히아데스 성류 내 있는 항성들 중 최소 15%는 히아데스 성단 내 항성들과 똑같은 화학적 지문(指紋)을 갖고 있음이 밝혀졌다. 그러나 성류 내 약 85%의 항성들은 나이와 중원소 함량이 성단 구성원들과 달라 히아데스와 전혀 관련이 없는 것으로 보인다. 이들의 운동 양상이 성단의 별들과 유사한 이유는 은하중심에 있는 질량 크고 회전하는 막대 구조가 일으키는 조석 효과 때문이다. 히아데스 성류에 남아 있는 구성원들 중 외계 행성을 거느리는 항성 시계자리 요타는 최근 연구에 따르면 히아데스 성단의 초창기 멤버였다가 탈출해 나온 항성일 가능성이 있다.
히아데스는 근처에 있는 플레이아데스 및 큰곰자리 운동성단과는 연결되어 있지 않다.(후자 둘은 관측조건이 양호할 경우 맨눈으로 쉽게 볼 수 있다.)

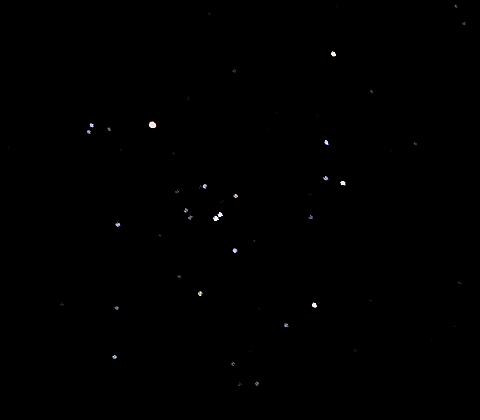
망원경으로 본 히아데스.

## 역사
그리스 신화에서 휘아데스는 아틀라스의 다섯 딸로 플레이아데스의 이복자매들이었다. 그녀들의 남자 형제 휘아스가 사냥 중 죽었고 이에 슬프게 흐느끼던 휘아데스는 하늘로 올라가 별들로 바뀌었다. 이후 이들은 비와 연결되었다.
맨눈으로 볼 수 있는 천체이기에 히아데스 성단은 선사 시대부터 알려져 있었고, 호메로스부터 오비디우스까지 수많은 고전 작가들이 이 성단의 이름을 언급했다. 일리아스 제18권에서 히아데스는 헤파이스토스가 아킬레우스를 위해 만들어 준 방패 위에 플레이아데스, 큰곰자리, 오리온자리와 함께 등장한다.
잉글랜드 사람들은 이 성단을 4월에 내리는 소낙비와 연결시켜 '4월에 비를 내리게 하는 자' April Rainers라고 불렀으며 잉글랜드 민요 Green Grow the Rushes, O 의 가사에 이 내용이 실려 있다.
히아데스를 최초로 성표에 수록한 사람은 1654년 조반니 바티스타 오디에르나였던 것 같으며 이후 히아데스는 17세기 및 18세기 다수 항성 목록에 등장했다. 그러나 샤를 메시에는 그의 1781년 심원천체 목록에 히아데스를 포함시키지 않았다. 고로 히아데스에는 M44 (프레세페), M45 (플레이아데스), M67 등 훨씬 더 멀리 있는 산개성단들과는 달리 메시에 번호가 붙어 있지 않다.
1869년 천문학자 R.A. 프락터는 히아데스로부터 멀리 떨어져 있는 수많은 항성들이 우주 공간에서 유사한 움직임을 공유하고 있음을 관측했다. 1908년 루이스 보스는 프락터의 가정을 뒷받침해 주는, 거의 25년에 걸친 관측의 결과를 발표했다. 보스는 항성들이 무리를 지어 우주 공간을 함께 이동하고 있다고 주장했으며 이를 황소자리 성류(Taurus Stream, 지금은 보통 히아데스 성류 또는 히아데스 초성단으로 알려져 있음)라고 명명했다. 보스는 흩어진 항성들의 움직임을 역추적하면 항성들의 궤적이 공통의 장소로 수렴함을 보여주는 도표를 출판했다.
1920년대에 이르러 히아데스가 프레세페 성단과 탄생 지점을 공유하고 있다는 관념이 널리 퍼지게 되었는데 일례로 1927년 루돌프 클라인-바싱크는 두 성단이 '아마도 우주적으로 연결되어 있을 것이다.'라고 언급한 바 있다. 20세기 기간 대부분에 걸쳐 히아데스 성단에 대한 연구는 성단까지의 거리를 결정하거나, 성단의 진화 모형을 정립하고, 항성이 성단의 구성원인지의 여부를 확정하거나, 성단을 구성하는 개별 항성들의 특성을 밝혀내는 것 등에 집중되었다.

## 형태와 진화
모든 항성들은 성단 내에서 태어나지만 성단 대부분은 항성 탄생이 종료된 뒤 5천만 년 내로 해체되며 이 과정을 천문학적 용어로 '항성 이탈'(stellar evaporation)이라고 부른다. 은하 중심으로부터 멀리 떨어져 있으며 극도로 질량이 큰 성단들만이 확장된 시간척도에서도 항성 이탈을 피할 수 있다. 이렇게 살아남은 성단들 중 하나인 히아데스는 탄생기 때에는 지금보다 항성의 수효가 많았을 것으로 추정된다. 히아데스의 최초 질량은 태양의 800 ~ 1600 배로 예상되며 이는 성단을 구성하는 별의 수가 지금보다 훨씬 많았다는 뜻이다.

### 성단의 종족구성
이론상 히아데스 크기의 젊은 성단에는 뜨거운 O형 항성부터 희미한 갈색왜성까지 모든 분광형의 항성 및 준항성 천체들이 태어나야 한다. 그러나 히아데스를 연구한 결과는 질량이 매우 크거나 아주 작은 부류 모두 이 성단 내에 부족함을 보여준다. 성단의 나이인 6억 2500만 년의 시점에서 주계열의 한계선은 태양질량의 약 2.3 배로 이는 이 값보다 질량이 큰 항성들은 전부 준거성 또는 거성, 백색왜성으로 진화했으며, 2.3 배보다 가벼운 항성들은 아직 주계열상에서 수소를 융합하고 있음을 뜻한다. 정밀한 연구 결과 성단 중심부에는 백색왜성이 전부 8 개 있음을 알아냈으며 이들은 주계열이었을 시절 대략 태양질량의 3 배 정도 되는 B형 항성들이었고 지금의 모습이 최종적인 진화 단계이다. 이보다 앞선 진화 단계는 현재 성단 내 레드클럼프 거성 넷으로 대표된다. 이들 거성의 현재 분광형은 K0 III이나 이들은 사실 전원이 태양질량의 2.5 배 정도인 '퇴역한 A형 항성들'이다. 추가로 분광형 A7 III의 백색거성 하나는 황소자리 세타2 계(주성보다 질량이 작은 A 분광형의 동반천체와 함께 쌍성을 구성함)의 주성이다. 세타2 쌍성계는 세타1과 함께 안시이중성을 구성하는데 세타1은 적색거성 넷 중 하나로 세타2와 마찬가지로 A형 동반성을 거느린 쌍성계이다.
성단의 구성원으로 검증된 별들 중 상기 항성들을 제외한 나머지는 A형(최소 21개), F형(60개 정도), G형(50개 정도)의 밝은 별 다수를 포함하고 있다. 이 분광형들은 성단의 조석반경인 10 파섹(32.6 광년) 범위 내에 빽빽하게 집중되어 있으며 그 밀도는 우리 태양계 주위 10 파섹에 비해 훨씬 높다. 참고로 태양계 주변의 같은 범위 안에는 A형 항성이 4 개, F형은 6 개, G형은 21 개밖에 없다.
성단 내 K나 M형처럼 질량 작은 항성집단에 대해서는 가까운 거리와 오랜 기간에 걸친 관측에도 불구하고 알아낸 것이 많지 않다. K형으로 확인된 구성원은 최소 48 개이며 M0~M2 분광형은 열 개 남짓 있다. 추가로 발견된 M형 왜성들이 있으나 M3보다 차가운 별들은 몇 없으며 현재 보고된 갈색왜성은 12 개 정도에 불과하다. 이처럼 질량 하한선의 구성원 수효가 모자라는 것은 태양 근처 10 파섹 이내 항성들의 분포(M형 왜성이 최소 239 개로 이웃별 전체 중 76%를 차지)와는 크게 대조적이다.

### 질량 분리
히아데스 성단 내 항성 분광형들의 분포는 질량 분리의 역사를 보여준다. 성단 중앙부의 6.5 광년 범위 내에는 백색왜성을 제외하면 구성원의 질량이 최소 1 태양질량이다. 따라서 히아데스의 전체적 구조는 중심부에는 밝은 별로 이루어진 항성계들이 조밀하게, 주변 헤일로에는 어두운 항성들이 성기게 분포해 있는 모양새가 된다. 성단 중심부의 반지름은 8.8 광년(태양부터 시리우스까지의 거리보다 약간 더 멀다.)이며 성단 전체 질량의 절반이 들어가는 반지름은 19 광년이다. 히아데스의 평균적인 바깥쪽 한계를 나타내는 조석 반지름은 33 광년으로 이보다 먼 곳에 있는 별은 성단의 중심부에 중력적으로 묶여 있지 않을 가능성이 높다.
항성 이탈은 성단 헤일로에서 발생한다. 질량이 작은 항성들은 안쪽에 있는 무거운 항성들에 의해 성단 바깥쪽 방향으로 흩어지게 된다. 이렇게 헤일로로 이동한 항성들은 은하중심이 가하는 조석력이나, 표류하는 수소구름들과 충돌하여 생기는 충격에 의해 성단을 떠날 것이다. 이런 식으로 지금까지 히아데스는 탄생 때 거느리고 있었던 M형 왜성들의 절대다수와, 그보다 좀 더 밝은 항성들 중 상당 비율을 잃어버렸을 것으로 보인다.

### 쌍성계의 비율
질량 분리의 또다른 결과는 성단 중심부에 쌍성계들이 집중되었다는 것이다. 알려져 있는 F 및 G형 항성들의 절반 이상은 쌍성계이며 이들은 우선적으로 성단 중심부에 위치해 있다. 태양 가까이 있는 천체들을 보면 알 수 있듯 항성의 질량이 증가할수록 쌍성계를 구성하고 있을 가능성은 올라간다. 히아데스 내 특정 분광형 내 쌍성계의 비율은 K형의 경우 26%에 불과하나 A형은 87%까지 올라간다. 히아데스의 쌍성 구성원들은 서로 가까이 있는 편으로 궤도를 공유하는 구성원들의 공전궤도 긴반지름은 대다수가 50 천문단위 이내이다. 단독성 대비 다중성계의 정확한 비율은 밝혀지지 않았으나 이 비율은 우리가 성단을 구성하는 별의 수효를 알아내는 데에 막대한 영향을 끼친다. 예를 들어 Perryman 연구진은 히아데스 구성원 200 개를 실은 신뢰도 높은 목록을 작성했는데 만약 쌍성계의 비율이 50%라면 성단을 구성하는 항성의 총수효는 최소 300 개일 것이다.

### 성단의 미래
논문들에 따르면 산개성단들 중 90%는 생겨난 지 10억 년 이내로 흩어지며 극히 일부만이 태양계의 현재 나이(약 46억 년) 정도 되는 기간을 버틸 수 있다고 한다. 앞으로 수억 년 기간에 걸쳐 히아데스는 성단의 밝은 별들이 주계열을 떠나고 어두운 별들은 성단 헤일로로부터 탈출하면서 질량과 구성원 모두를 잃어갈 것이다. 히아데스는 종국적으로 항성계 십여 개(대부분은 쌍성이나 삼중성일 것이다.) 규모로 축소될 것이며 이 계들은 성단으로부터 계를 탈출시키는 힘에 지속적으로 노출될 것이다.

## 밝은 별들

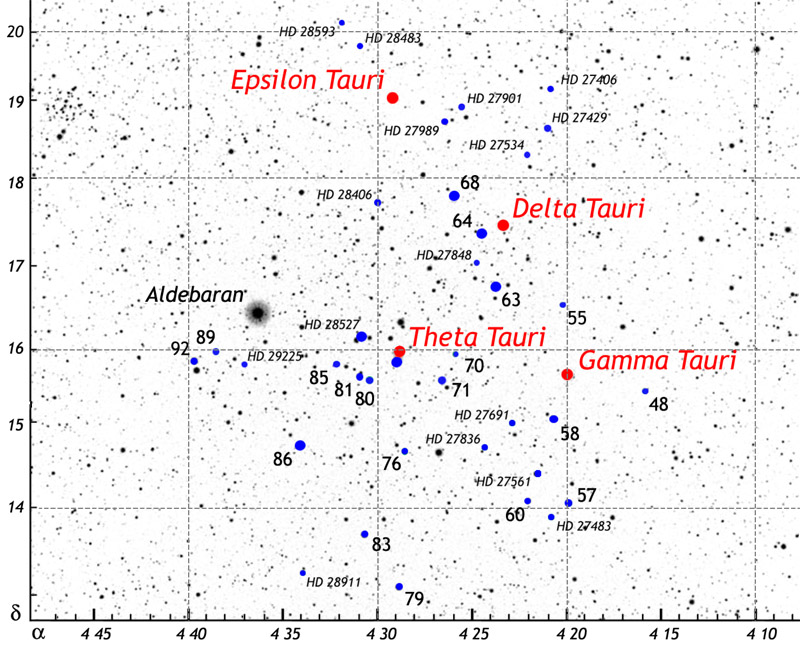
히아데스 성단 중심부에 있는 밝은 별들.

아래는 4.5 등급보다 밝게 보이는 히아데스 성단 구성원들의 목록이다.
| 명칭            | HD    | 겉보기등급 | 항성 분광형 |
| --------------- | ----- | ---------- | ----------- |
| 황소자리 세타2  | 28319 | 3.398      | A7III       |
| 황소자리 엡실론 | 28305 | 3.529      | K0III       |
| 황소자리 감마   | 27371 | 3.642      | G8III       |
| 황소자리 델타1  | 27697 | 3.753      | G8III       |
| 황소자리 세타1  | 28307 | 3.836      | G7III       |
| 황소자리 카파   | 27934 | 4.201      | A7IV-V      |
| 황소자리 90     | 29388 | 4.262      | A6V         |
| 황소자리 웁실론 | 28024 | 4.282      | A8Vn        |
| 황소자리 델타2  | 27962 | 4.298      | A2IV        |
| 황소자리 71     | 28052 | 4.480      | F0V...      |

## 같이 보기
- 플레이아데스 성단
- 히아데스 성단의 항성 목록